# Thích Chơn Kiến
Thượng tọa Thích Chơn Kiến (1948 - 2006), thế danh Ngô Đình Thung, pháp danh Trừng Lộc, pháp hiệu Ấn Minh. Sinh ngày 20 tháng 6 năm 1948 tại làng Đại Điền Đông, xã Diên Điền, huyện Diên Khánh, tỉnh Khánh Hòa..Ông là Uỷ viên tăng sự tỉnh Khánh Hòa, trụ trì chùa Thiên Phú tỉnh Khánh Hòa và cũng là người Khai sơn Tu viện Phước Sơn, tỉnh Khánh Hòa.

## Tiểu sử
Thượng toạ Thích Chơn Kiến thọ Sa di năm 1961 tại giới đàn chùa Hoa Quang, thôn Vĩnh Điềm Trung, xã Vĩnh Hiệp, thành phố Nha Trang. Năm 1969, ông thọ giới Tỳ kheo và Bồ Tát tại giới đàn chùa Hoa Nghiêm tại Sài Gòn. Năm 1981, ông đã cầu pháp với Hòa thượng Thích Hưng Từ tại chùa Pháp Hội Bình Tuy tỉnh Ninh Thuận và được hòa thượng ban cho pháp hiệu Ấn Minh với bài kệ đắc pháp sau:
Đình Trung Ngô Thế Tánh
Trừng Lộc Pháp danh cao
Chơn Kiến bình Tâm địa
Ấn Minh tức đạo giao.
Ông đã tốt nghiệp tú tài vào năm 1970 tại trường Võ Tánh, Nha Trang, sau đó theo tu học và an cư nhiều nơi như Phật Học viện Hải Đức Nha Trang, chùa Minh Sơn Tuy Hòa, chùa Sắc Tứ Kim Sơn Nha Trang. Ông từng thọ giáo khóa Du Già Chẩn Tế đàn ngoại với Cố Hòa thượng Thích Chánh Kỷ tại chùa Thái Bình, huyện Diên Khánh vào đầu những năm 1980. Năm 1972, thượng tọa làm trụ trì tại chùa Thiên Phú. Cho đến năm 1974, ông đã lên kế hoạch xây dựng lại ngôi chánh điện với nhiều đóng góp của phật tử địa phương và nhiều nơi khác. Sau đó ông còn xây dựng thêm một số công trình phụ như nhà tăng, giảng đường vv... Từ đó chùa Thiên Phú đã thật sự trở thành nơi chiêm bái và tu học của đồng bào phật tử gần xa.
Năm 1993, ông thành lập Đạo tràng Pháp Hoa và biên soạn quyển Nghi thức tụng niệm, để hướng dẫn Phật tử gần xa tụng niệm và thọ trì Kinh diệu pháp liên hoa, đạo tràng đến nay đã có trên 500 thành viên tu học.
Năm 1994, ông cho thành lập Tuệ Tỉnh đường ngay trong khuôn viên của chùa Thiên Phú, để khám bệnh và bốc thuốc miễn phí cho người dân nghèo trong và ngoài xã Vĩnh Thạnh, thành phố Nha Trang.
Năm 1995, thượng tọa cho thành lập Gia đình Phật Tử Thiên Phú, để hướng dẫn các em, thanh thiếu niên tại địa phương, nhằm góp phần giữ gìn giềng mối đạo đức cho xã hội.
Năm 1998, nhân dịp lễ vía Đức Phật thành đạo, ông đã cho khởi công đúc quả Đại Hồng Chung, quả chuông cao 2m80, nặng 2500 kg với đường kính 1m45.
Năm 2000, ông đã cho thành lập ngôi Thiên Phú Phước Sơn tu viện tại nơi này để hướng dẫn đồng bào Phật tử trong khu vực quy hướng Tam Bảo.
Từ năm 2001-2006 Thượng tọa đảm nhiệm chức vụ Ủy viên tăng sự Ban trị sự tỉnh Khánh hòa trong nhiệm kỳ IV.
Năm 2003, Thượng tọa cùng chư tôn Hòa thượng Thích Phước Thành, Hòa thượng Thích Thiện Nhơn đến Úc để tham dự chứng minh Đại lễ khánh thành Tu viện Quảng Đức tại thành phố Melbourne; sau đó, thượng tọa đã cùng phái đoàn sang Ấn Độ để chiêm bái các thánh tích Phật giáo trước khi trở về Việt Nam.
Năm 2005, ông cho xây dựng hoàn tất Đoàn quán Gia đình Phật tử Thiên Phú để giúp cho các em có nơi sinh hoạt hằng tuần.
Năm 2006, Thượng tọa khởi công và xây dựng hoàn thành Cổng tam quan chùa Thiên Phú và góp phần rất lớn để hình thành con đường bê tông từ cổng Tam Quan dẫn vào khu xóm xung quanh chùa. Đây được xem là công trình cuối cùng của Thượng tọa để lại cho đời.